# Satsuma-Klasse
Die Satsuma-Klasse (japanisch 薩摩型戦艦 Satsuma-gata senkan) war eine Klasse von zwei  Schlachtschiffen (Semi-Dreadnought) der Kaiserlich Japanischen Marine, die während der 1900er Jahre gebaut wurden und im Ersten Weltkrieg zum Einsatz kamen.

## Allgemeines

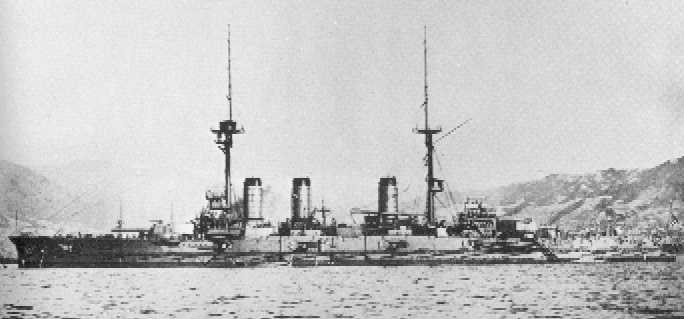
Die Aki im Dezember 1915

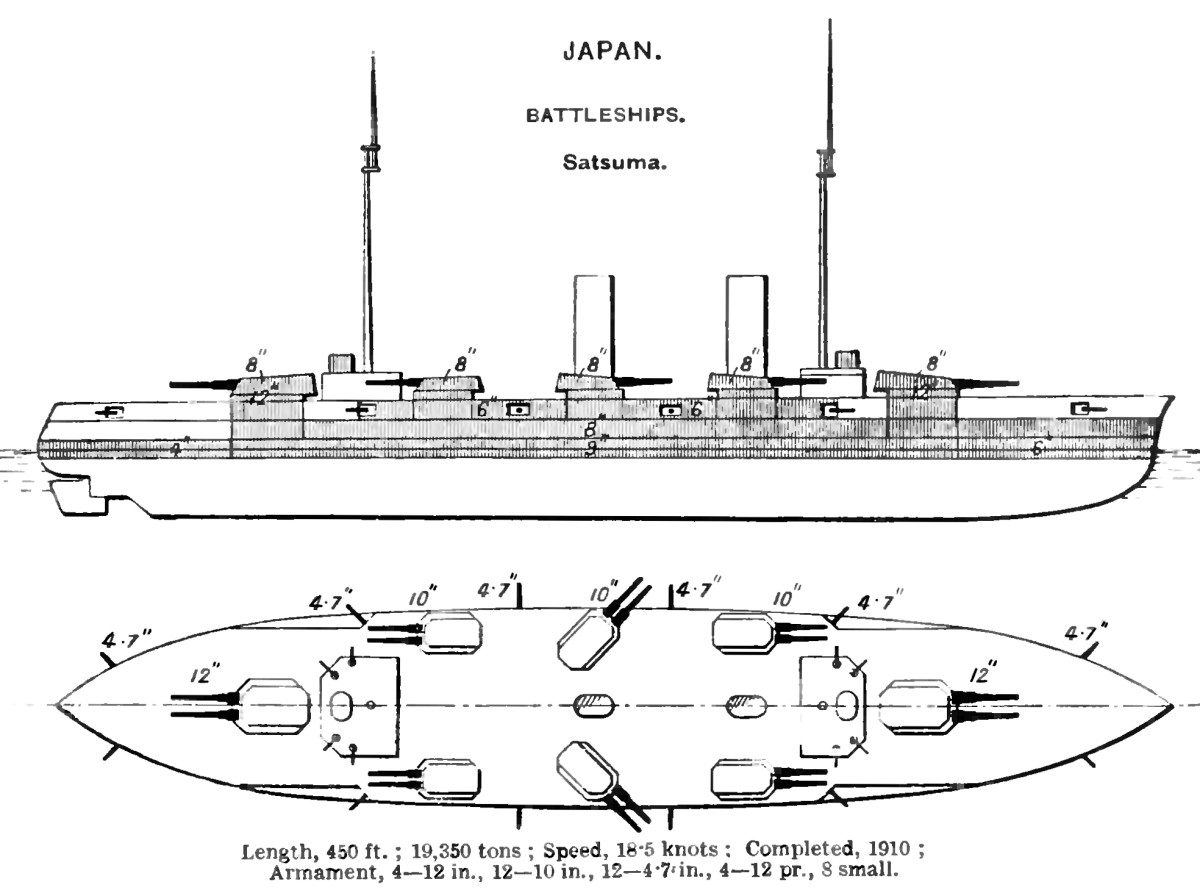
Japanischer Semi-Dreadnought Satsuma

Ursprünglich waren beiden Schiffe der Satsuma-Klasse als „all big gun one caliber battleships“ geplant und wurden im Frühjahr 1905, also noch vor der Seeschlacht bei Tsushima, auf Kiel gelegt. Als Hauptbewaffnung waren 12 30,5-cm-Geschütze vorgesehen, die in vier Doppel- und vier Einzeltürmen verteilt werden sollten (ein Doppelturm voraus, ein Paar Einzeltürme dahinter einander gegenüberliegend, mittschiffs ein Paar gegenüberliegende Doppeltürme, dahinter ein Paar einander gegenüberliegende Einzeltürme, dann ein Zwillingsturm achteraus). Der Nachteil dieser Konfiguration lag darin, dass von den zwölf Geschützen des Hauptkalibers nur jeweils acht nach einer Seite hätten feuern können. Da jedoch eine ausreichende Feuerlee-Reserve von den Admiralitäten für wichtig gehalten wurde, nahm man diesen Nachteil in Kauf. Die Lasten aus dem Russisch-Japanischen Krieg hatten jedoch die japanischen Staatsfinanzen ruiniert; daher wurden anstelle der für die Seitendecks vorgesehenen acht 30,5-cm-Geschütze aus Kostengründen zwölf 25,4-cm-Geschütze jeweils in Doppeltürmen installiert, auch wenn sowohl die 30,5-cm-Geschütze wie die 25,4-cm-Geschütze aus Großbritannien eingeführt werden mussten. Somit gerieten die geplanten ersten japanischen Dreadnoughts zu Semi-Dreadnoughts, sehr ähnlich der französischen Danton-Klasse. Die Wahl fiel jedoch nicht nur aus finanziellen Gründen auf das Kaliber 25,4 cm; so wollte man auch das Schnellfeuer der Sekundärartillerie ausnutzen, selbst wenn die Feuerleitung wegen der beschränkten technischen Mittel erschwert war. Immerhin lag die Schussfolge dieser „halbschweren“ Artillerie im Hauptkaliber der Panzerkreuzer etwa dreimal so hoch wie die von gleichaltrigen Geschützen im Hauptkaliber der Einheits-Linienschiffe.
Vor allem aus der unterschiedlichen Bauweise der Antriebsanlagen resultierten die verschiedenen äußeren Erscheinungsbilder. Die Satsuma war mit Kolbendampfmaschinen ausgerüstet und führte nur zwei Schornsteine. Die Aki war mit Turbinen ausgerüstet und trug drei Schornsteine, die vorderen zwei waren außerdem eng zusammengerückt.
| Name           | Baujahr / Bauwerft         | Verdrängung / Abmessungen: Länge KWL / Breite / Tiefgang | Bewaffnung | Panzerung                                                                               | Antrieb / Leistung / Feuerung / Geschwindigkeit                                                                           |
| -------------- | -------------------------- | -------------------------------------------------------- | --- | --------------------------------------------------------------------------------------- | --- |
| Satsuma (薩摩) | 1903/ Marinewerft Yokosuka | 19372 t / 146,9 m × 25,5 m × 8,4 m                       | - 4 × 30,5 cm SK L/45 in Doppeltürmen voraus und achteraus - 12 × 25,4 cm SK L/45 in je drei Doppeltürmen beidseits - 12 × 12 cm SK L/50 in Kasematten - 6 × 7,6 cm SK einzeln, offen aufgestellt - 5 × 45,7 cm Unterwasser-TR (4 seitlich, 1 achteraus)   | - Seitenpanzer: 102, 229, 152 mm - Zitadellpanzer 203 mm - Horizontalpanzer: 51 – 76 mm | - 2 × 3-fach wirkende Expansionsdampfmaschinen auf 2 Schrauben - 17300 PSi - 20 Kessel Typ Mijabara, Kohle - 18,25 Knoten |
| Aki (安芸)     | 1903/ Marinewerft Kure     | 19800 t / 150,0 m × 25,5 m × 8,3 m                       | - 4 × 30,5 cm SK L/45 in Doppeltürmen voraus und achteraus - 12 × 25,4 cm SK L/45 in je drei Doppeltürmen beidseits - 8 × 15,2 cm SK L/50 in Kasematten - 12 × 7,6 cm SK einzeln, offen aufgestellt - 5 × 45,7 cm Unterwasser-TR (4 seitlich, 1 achteraus) | - Seitenpanzer: 102, 229, 152 mm - Zitadellpanzer 203 mm - Horizontalpanzer: 51 – 76 mm | - 2 × Curtis-Turbinen auf 2 Schrauben - 24000 PSi - 15 Kessel Typ Mijabara, Kohle - 20 Knoten                             |